# Antisolpunkt
Antisolpunktet er det tænkte punkt på himmelkuglen, der ligger i nøjagtigt den modsatte retning (180 grader) af solen. Det befinder sig på linjen mellem solen og betragteren, dvs. på forlængelsen af den linje, som svarer til skyggen af betragterens hoved. 
Når solen er over horisonten, befinder antisolpunktet sig følgelig under horisonten, og når solen er i zenith, vil det ligge under betragterens fødder på en linje, som går gennem Jordens centrum.
Punktet har især betydning i forbindelse med de fænomener i den atmosfæriske optik, som knytter sig til sollyset. Eksempelvis er antisolpunktet centrum for den cirkel, som dannes af en regnbue og har en radius på cirka 42 grader. Anti-tusmørkestråler vil synes at konvergere mod antisolpunktet, og det fænomen i zodiakallyset, som kaldes gegenschein, optræder ligeledes i retningen mod antisolpunktet.
 Der er for få eller ingen kildehenvisninger i denne artikel, hvilket er et problem. Du kan hjælpe ved at angive troværdige kilder til de påstande, som fremføres i artiklen.